# Michael Copon
Michael Copon, född 13 november 1982 i Chesapeake, Virginia, USA, är en amerikansk skådespelare.
Har varit med i Beyond the Break och One Tree Hill. Han har också huvudrollen i "The Scorpion King 2: Rise of a Warrior". Han spelar cheerleadern Peen i filmen Bring It On: In It to Win It
Han väntades även spela rollen som Jacob Black i den kommande filmen New Moon våren 2009, men rollen gick senare till den ursprungliga skådespelaren, Taylor Lautner.